# Поджо-ди-Венако
Поджо-ди-Венако (фр. Poggio-di-Venaco, корс. U Poghju di Venacu) — коммуна во Франции, находится в регионе Корсика. Департамент коммуны — Верхняя Корсика. Входит в состав кантона Венако. Округ коммуны — Корте.
Код INSEE коммуны — 2B238.

## Население
Население коммуны на 2008 год составляло 191 человек.
| 1962 | 1968 | 1975 | 1982 | 1990 | 1999 | 2008 |
| ---- | ---- | ---- | ---- | ---- | ---- | ---- |
| 144  | 176  | 167  | 132  | 95   | 136  | 191  |

## Экономика
В 2007 году среди 130 человек в трудоспособном возрасте (15—64 лет) 89 были экономически активными, 41 — неактивными (показатель активности — 68,5 %, в 1999 году было 63,0 %). Из 89 активных работали 81 человек (44 мужчины и 37 женщин), безработных было 8 (6 мужчин и 2 женщины). Среди 41 неактивных 11 человек были учениками или студентами, 16 — пенсионерами, 14 были неактивными по другим причинам.

## Фотогалерея
- Церковь San Quilicu
- Поджо-ди-Венако
- Часовня San Roccu